# Björnen Humphrey
Björnen Humphrey (original Humphrey the Bear, även kallad Bruno och Humpe på svenska), är en filmfigur från Disney och figur i Kalle Ankas universum – en grizzlybjörn. Han förekom under 1950-talet i flera kortfilmer tillsammans med i huvudsak Kalle Anka och fick även spela huvudrollen i två egna kortfilmer under samma period. Han har dessutom medverkat i ett antal serietidnings-äventyr och i TV-serierna Piff och Puff – Räddningspatrullen, Musses verkstad och Hos Musse.

## Figurernas historia
Disney anger idag Långben-kortfilmen "Jan Långbens nya hobby" från 1950, i regi av Jack Kinney, som Humphreys första film. Här är nämns dock inte hans namn, och till skillnad från senare uppträdanden är han ganska vresig och har fru och barn.
Det var i 1950-talets Kalle-filmer som Humphrey kom att etablera sig. Sedan andra världskrigets slut hade merparten av kortfilmerna med Kalle Anka kretsat kring Kalles konflikter med olika representanter från djurriket; vilket resulterade i flera återkommande figurer - däribland Piff och Puff.
Den första filmen där Kalle och Humphrey syns ihop är "Kalle Anka och Nalle Björn" från 1953, i regi av Jack Hannah, där Humphrey för att fly björnjakten tvingas låtsas vara Kalles björnskinnsfäll. I denna film och i de påföljande etablerades Humphreys figur som en vänlig men korkad björn, som trots sin strävan efter att enbart få äta, sova och ta det lugnt, hamnar i den ena komplicerade situationen efter den andra. Dessa karaktärsdrag förstärktes ytterligare i och med Humphreys tredje film, "Kalle Ankas björnäventyr" från 1954, där den hetsige skogvaktaren Audubon J. Woodlore introduceras. I och med denna film får vi även veta att Humphrey (och skogvaktaren) håller till i Brownstones Nationalpark.
I och med att Disney vid 1950-talets slut lade ned så gott som hela sin kortfilmsproduktion fick Humphreys karriär ett abrupt slut - innan dess så hann han dock spela huvudrollen i två egna kortfilmer under 1956. Vid millennieskiftet återupplivades han dock till TV-serierna Musses verkstad och Hos Musse där han gör flera uppträdanden tillsammans med Kalle, Långben eller skogvaktaren.
Humphrey fick dock en mindre karriär även som serietidningsfigur, med omkring 70 uppträdanden. Till en början har han här samma roll som i kortfilmerna, men fr.o.m. mitten av 1970-talet syns han framför allt i serier med Farmor Anka. Tecknare för serierna med Humphrey var framför allt Tony Strobl och Jaime Diaz, men även Paul Murry gjorde ett par avsnitt.
Endast ett fåtal av serierna med Humphrey har publicerats på svenska, och då utan konsekvent namn på figuren - bl.a. har han kallats Bruno.
1989 gjorde Humphrey även ett gästspel i Piff och Puff – Räddningspatrullen, där han har en avgörande roll i avsnittet Bearing Up Baby.

## Levnadsteckning
Inte mycket finns att säga om Humphreys liv - han figurerar dock aldrig i serier av Carl Barks eller Don Rosa. Från att i kortfilmerna ha bott i Brownstones Nationalpark, flyttar han i serierna ganska snart till skogen utanför Ankeborg, i närheten av Farmor Ankas gård.